# 차훈
차훈(車勳, 영어: CHA HUN, 1994년 7월 12일 ~ )은 대한민국의 가수이자 대한민국의 보이그룹 엔플라잉의 기타리스트를 맡고 있다.

## 출연 작품

### 드라마
- 2023년 웹드라마 로맨스 바이 로맨스 - 남태령 역

### 영화
- 2023년 로맨스 바이 로맨스 - 남태령 역